# اتومبیل دزدی چندنفره
اتومبیل دزدی چندنفره (ام‌تی‌ای) یک ماد چند نفره برای نسخه مایکروسافت ویندوز بازی‌های اتومبیل دزدی بزرگ:سن اندریاس ،اتومبیل دزدی بزرگ:وایس سیتیو اتومبیل دزدی بزرگ۳ است که قابلیت چند نفره بازی کردن را به بازی اضافه می‌کند. در نسخهٔ سن آندریاس این بازی ماد با موتور گرافیکی رندر ویر ساخته شده‌است.

## تاریخچه

### زمینه
با انتشار جی تی ای ۳ که مورد تحسین منقدین قرار گرفت و اولین نسخه سه بعدی از بازی‌های اتومبیل دزدی بزرگ بود. این اولین نسخه از سری بازی‌های جی تی ای بود که قابلیت آنلاین ندارد.
اولین نسخه ام‌تی‌ای، با نام اتومبیل دزدی بزرگ ۳:نسخه آزمایشی چندنفره انتشار یافت، سعی کرد این شکاف را پر کند.
با معرفی نسخه وایس سیتی مشخص شد که این عنوان نیز فاقد هرگونه گیم پلی شبکه ای (آنلاین) است. توسعه دهندگان ام‌تی‌ای تلاش بر این کردند تا یک نسخه اختصاصی برای وایس‌سیتی نیز توسعه دهند.

### توسعه
آخرین نسخه اتومبیل دزدی چندنفره مبتنی بر تکنیک‌های تزریق کد و هوکینگ است که به موجب آن بازی نیاز به فایل‌های جدید ندارد و این نسخه انلاین با فایل نسخه اصلی باز یاجرا می‌شود.
پروژه اتومبیل دزدی چندنفره:سن آندریاس مورد بازنگری قرار گرفت و مجدداً به عنوان یک پروژه منبع باز راه اندازی شد. و این نسخه یک کد منبع بازداشت یعنی همگان قابلیت ویرایش برنامه بازی حالت بازی «کشتار» اولین حالتی بود که در این بازی بصورت آماده قرار داشت، بعداً مدیران سرورها و بازیکنان می‌توانستند با ورود به سایت این بازی حالت‌های دیگری را به بازی اضافه کنند همچنین مدیران سرورها می‌توانستندآمار سرور خود را از طریق این سایت بگیرند.

### خلاصه ویژگی‌ها
- ام‌تی‌ای از یک پلتفرم ماژولار برای استفاده ار فایل‌های خود بازی، موتور توسعه گرافیکی، کدهای بازی استفاده می‌کند. این باعث بهبود پایداری، سرعت و مدیریت بهتر فایل می‌شود.

## نمرات
پروژه اتومبیل دزدی چندنفره نیز موضوع چندین مقاله در رسانه‌های مختلف بوده‌است. برجسته‌ترین آنها پوشش در G4 TV , یک خبر انحصاری برای فایل پلنت با تیتر در صفحه اول آن، و ویژگی‌هایی از این بازی در مقالاتی چون PC Gamer و Total PC Gaming منتشر شده‌اند.

## نگارخانه

اسکرین شات از نسخه آزمایشی حالت کشتار (نسخه آلفا)
یکی از حالت‌های آنلاین بازی
بازی پوکر در یکی از سرورها